# Leptocerus prithudhara
Leptocerus prithudhara är en nattsländeart som beskrevs av Schmid 1987. Leptocerus prithudhara ingår i släktet Leptocerus och familjen långhornssländor. Inga underarter finns listade i Catalogue of Life.